# Palazzo Contarini delle Figure
Palazzo Contarini delle Figure è un edificio veneziano sito nel sestiere di San Marco e affacciato sul Canal Grande fra i Palazzo Mocenigo Ca' Vecchia e Palazzo Erizzo Nani Mocenigo, di fronte a Palazzo Civran Grimani.

## Nomenclatura
Il palazzo aggiunge nella sua denominazione la dicitura delle Figure in quanto sotto al balcone principale sono presenti due cariatidi raffiguranti mostri. Le credenze popolari individuano nelle due figure un uomo disperato per aver perso tutto al gioco e la moglie furibonda: tale ipotesi non è accreditata da fonti scientifiche.

## Attribuzione
Tale edificio è stato soggetto a problemi di attribuzione. La maggior parte degli studiosi ne attribuiscono la paternità a Antonio Abbondi. Altri, evidenziano le somiglianze che questo edificio presenta con Palazzo Vendramin Calergi, lo attribuiscono a quel gruppo di artisti che presero spunto dall'operato di Mauro Codussi. Le principali somiglianze riguardano i cartigli policromi e le colonne con capitelli in ordine classico. È da evidenziare come anche Palazzo Vendramin Calergi sia opera di dubbia attribuzione. Si è pensato pure ad interventi di Andrea Palladio, che si sarebbe però limitato solo a completare la facciata già abbozzata. L'elemento che maggiormente induce a pensare ad un intervento palladiano è il timpano triangolare che sormonta la quadrifora centrale.

## Storia

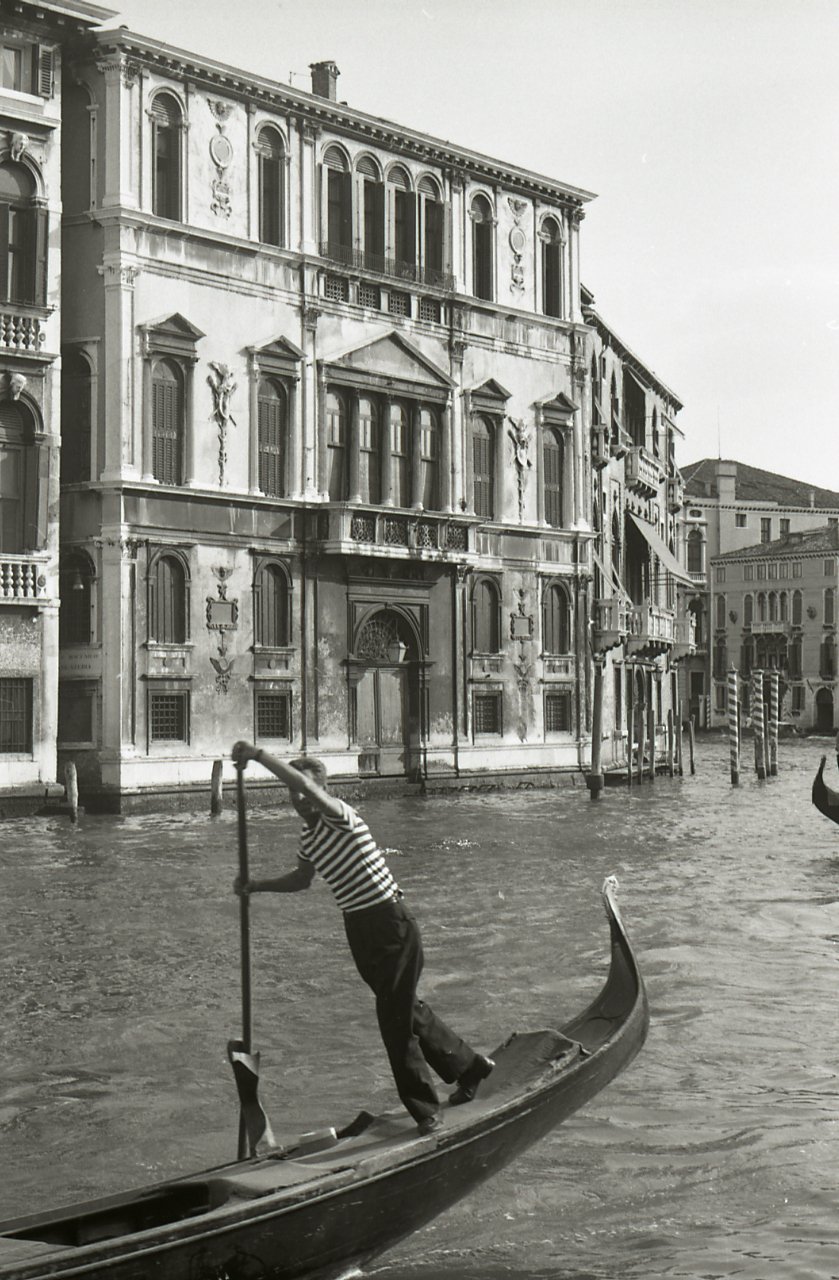
Il palazzo visto dal Canal Grande in una foto di Paolo Monti del 1969

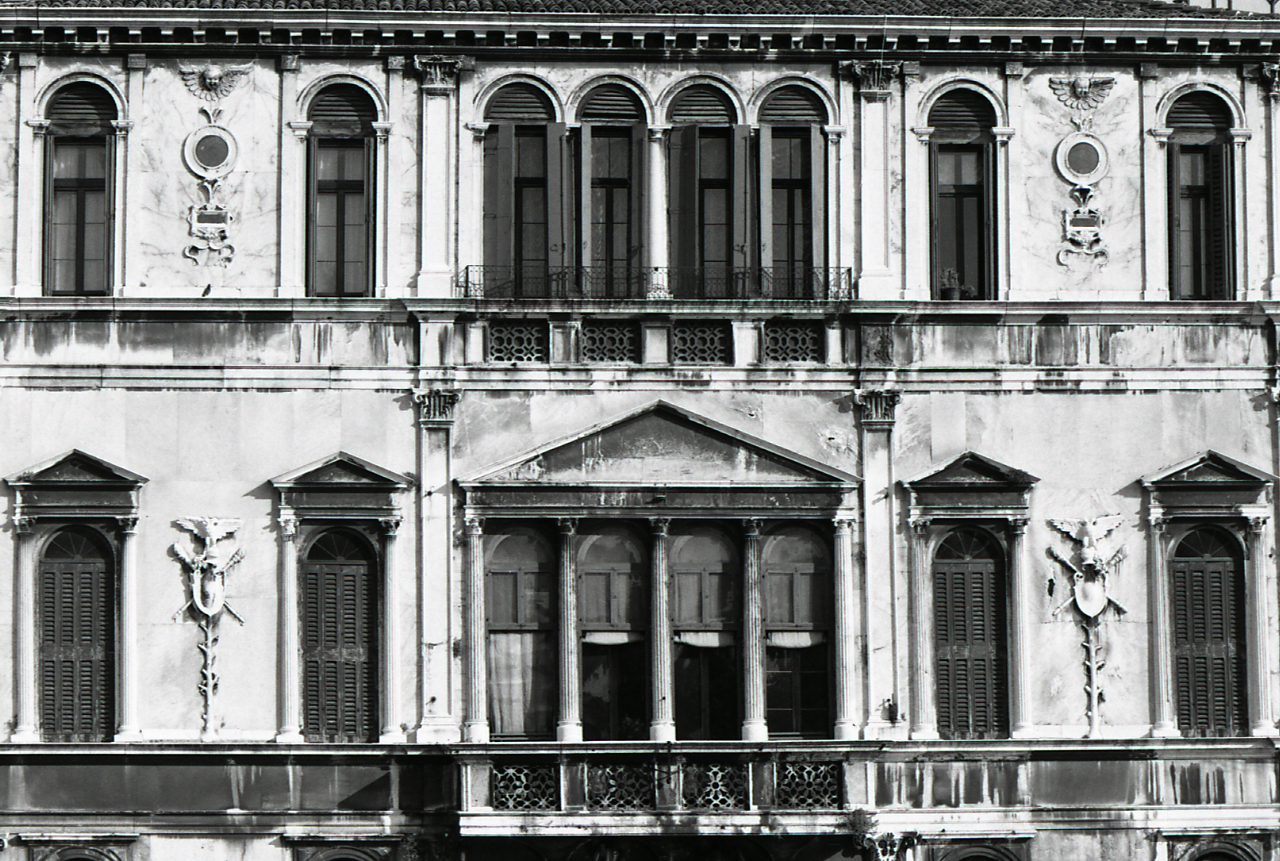
Dettaglio della facciata in una foto di Paolo Monti del 1977

Il palazzo fu edificato per commissione di Jacopo Contarini, appartenente alla celebre ed influente famiglia Contarini, procuratore di San Marco. Al posto dell'attuale edificio si trovava un altro palazzo, edificato in stile gotico, un tempo appartenuto alla famiglia Contarini e poi da questa venduto e riacquistato. La vendita del palazzo avvenne attorno all'anno 1448, mentre la nuova acquisizione, poco successiva, si verificò durante i primi anni del XVI secolo. Il cantiere della ricostruzione rimase aperto dal 1504 al 1546: Andrea Palladio venne ospitato nella dimora prima che il proprietario vi si stabilisse con la famiglia (1577). Jacopo Contarini lo elesse a sede della propria collezione d'arte. Nel 1713 Bertucci Contarini, ultimo erede della dinastia, donò la raccolta d'arte alla collezione di Palazzo Ducale. Nel XIX secolo la magione divenne proprietà del marchese Alessandro Guiccioli, la cui moglie Teresa è ricordata per essere stata l'ultimo degli amori veneziani di Lord Byron. Palazzo Contarini attualmente è ancora di proprietà privata, ma è stato frazionato e ospita più appartamenti.

## Architettura
La dimora è stata edificata secondo uno stile che fa molti riferimenti all'operato di Andrea Palladio. La facciata, che affianca sapienti dettagli decorativi, rimarcati dagli efficaci cromatismi, ad una grande compattezza formale, espressa tramite un'espressività matura, appare una delle più pregevoli tra quelle dei palazzi affacciati sul Canal Grande, pur non ignorando la tradizionale tripartizione verticale ed orizzontale. Tale effetto piacque alquanto ai critici contemporanei, che ne seppero apprezzare lo stile armoniosamente in bilico fra neoclassicismo e rinascimento veneziano. Il piano terra presenta un ampio portale ad acqua, affiancato da otto monofore disposte su due livelli. L'elemento centrale della composizione è la quadrifora centrale, scandita da colonne corinzie scanalate e sottolineata dal timpano triangolare, il cui stile è un'anticipazione dell'architettura neoclassica. Tale motivo sarà infatti ripreso nel XVIII secolo dagli architetti pre-neoclassici. Si ipotizza che un tempo i capitelli potessero essere ricoperti d'oro. Essa è ripresa al piano superiore in forme più semplici e prive di timpano e appare circondata da una serie di monofore ad arco a tutto sesto.